# Pseudolychas transvaalicus
Espèce
Pseudolychas transvaalicus est une espèce de scorpions de la famille des Buthidae.

## Distribution
Cette espèce est endémique de la province de Mpumalanga en Afrique du Sud,. Elle se rencontre vers Pilgrim's Rest.

## Description
Les mâles mesurent de 16,3 à 25,1 mm et les femelles de 22,8 à 22,9 mm.

## Étymologie
Son nom d'espèce lui a été donné en référence au lieu de sa découverte, le Transvaal.

## Publication originale
- Lawrence, 1961 : « A new forest-living scorpion from the Transvaal. » Annals & Magazine of Natural History, sér. 13, vol. 4, no 38, p. 123-126.